# Son grand frère
Pour les articles homonymes, voir Big Brother (homonymie).
Pour plus de détails, voir Fiche technique et Distribution.
Son grand frère (titre original : Big Brother) est un film américain réalisé par Allan Dwan et sorti en 1923.
Il a fait l'objet d'un remake parlant sorti en 1931 par Fred Niblo, intitulé Son gosse (Young Donovan's Kid).

## Fiche technique
- Titre original : Big Brother
- Réalisation : Allan Dwan
- Producteurs : Jesse L. Lasky, Adolph Zukor
- Scénario : Rex Beach, Paul Sloane
- Production : Famous Players-Lasky Corporation
- Distributeur : Paramount Pictures
- Durée : 70 minutes (7 bobines)[1]
- Date de sortie :
  - USA : 23 décembre 1923

## Distribution
- Tom Moore : Jimmy Donovan
- Edith Roberts : Kitty Costello
- Raymond Hatton : Cokey Joe Miller
- Joe King : Big Ben Murray
- Mickey Bennett : Midge Murray
- Charles Henderson : 'Father Dan' Marron
- Paul Panzer : Mike Navarro
- Neill Kelley : Monk Manelli
- William Black (en) : Loman Duryea
- Martin Faust : Spike Doyle
- Milton Herman : Izzy
- Florence Ashbrooke : Mrs. Sheean